# Platanthera crassinervia
Platanthera crassinervia är en orkidéart som först beskrevs av Oakes Ames och Charles Schweinfurth, och fick sitt nu gällande namn av Johannes Jacobus Smith. Platanthera crassinervia ingår i släktet nattvioler, och familjen orkidéer. Inga underarter finns listade i Catalogue of Life.